# Francuska kolonizacja Ameryki Północnej

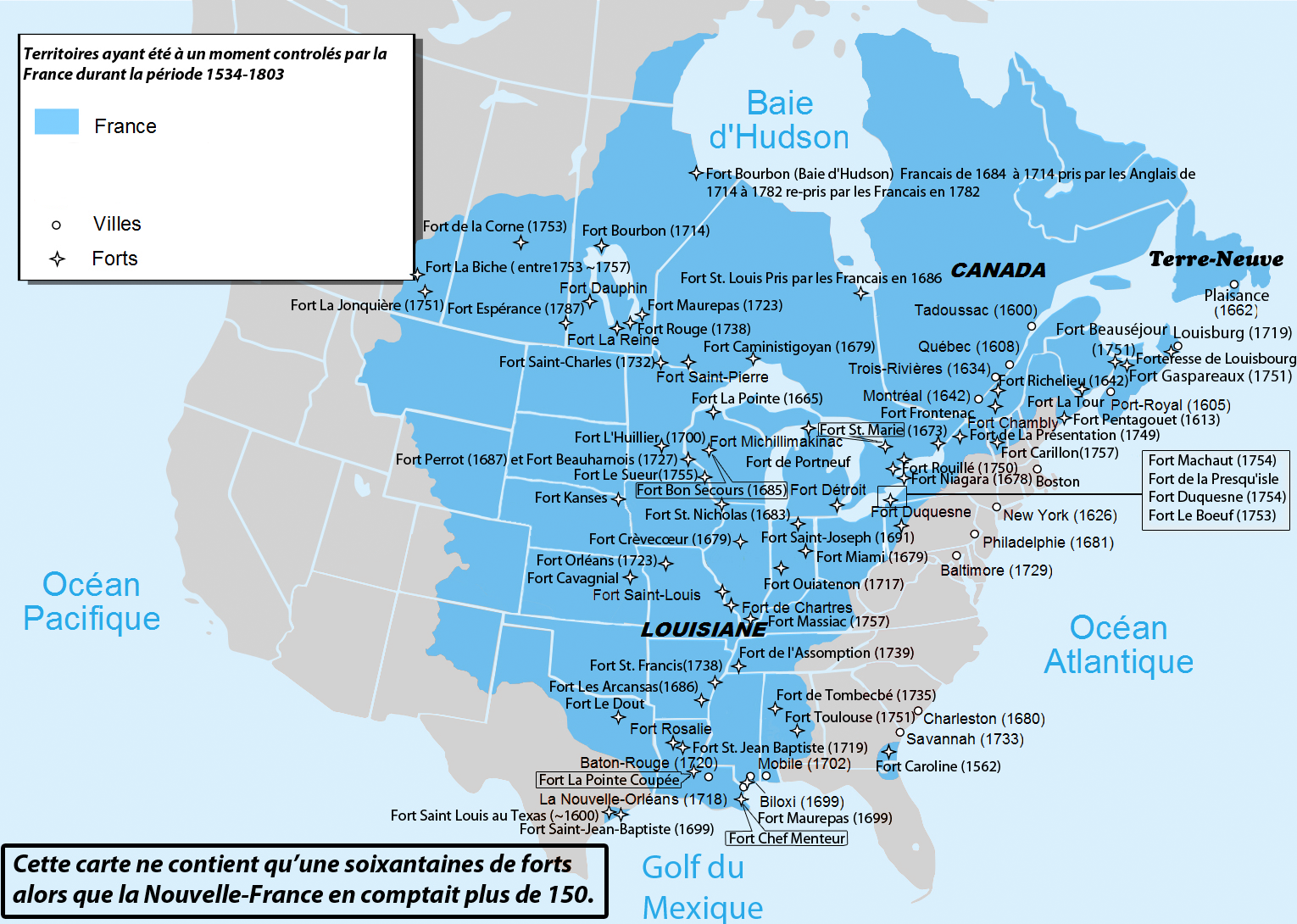
Mapa francuskich posiadłości w Ameryce Północnej

Francuska kolonizacja Ameryki Północnej – kolonizacja Ameryki Północnej przez Królestwa Francji.

## Obszary kolonizacji francuskiej
Francuzi zakładali kolonie w Nowym Świecie głównie w ciągu XVII wieku, spodziewając się korzyści gospodarczych. Miały dostarczać cukru, skór oraz innych dóbr niedostępnych w Europie. Odkrywcy i osadnicy francuscy osiedlali się głównie w obecnej Kanadzie – (Nowa Francja i Akadia – okolice Zatoki Św. Wawrzyńca) oraz dolinie Missisipi, wzdłuż wybrzeża Zatoki Meksykańskiej, w obecnych stanach Alabama i Luizjana, zakładając takie miasta jak: Quebec, Montreal, Detroit, Saint Louis, Mobile i Nowy Orlean.

## Wyprawy badawcze
Pierwszy kontakt Francji z ziemiami Ameryki Północnej to ekspedycja wysłana przez króla Franciszka I 20 kwietnia 1534 r. z Saint-Malo w Bretanii, pod wodzą Jacques’a Cartiera, w skład której wchodziło 61 ludzi. Cartier wylądował w okolicach Zatoki de Chaleurs na półwyspie Gaspé. Nie założył on jednak stałej bazy, tylko wrócił do Francji, zabierając ze sobą dwóch miejscowych Indian. O wiele większe sukcesy osiągnęła wyprawa Samuela de Champlain z 1603 r., wysłana przez króla Henryka IV, który spłynął Rzeką św. Wawrzyńca aż do okolic obecnego Montrealu (on także w 1608 r. założył Quebec).

## Początki kolonizacji
Pierwsza próba kolonizacji podjęta została przez Francuzów w 1598 r. na Sobolej Wyspie (Sable Island), na południowy wschód od obecnej Nowej Szkocji (Nova Scotia). Kolonia ta nie przetrwała długo, ponieważ występowały kłopoty z jej zaopatrzeniem i 12 osób, które przetrwały, powróciło do Francji w 1605 r. Następną kolonię o nazwie Akadia (Acadia) założono w 1603 r. z ośrodkiem w Port Royal (obecnie Annapolis).

## Cele kolonizacji
Francuzi interesowali się głównie handlem skórami, kupując je od miejscowych Indian (głównie Huronów i z plemienia Ottawa), z którymi zawierali przymierza. Włączali się także aktywnie w wojny z tradycyjnymi ich wrogami Irokezami (zobacz: wojny bobrowe). Duże znaczenie dla rozwoju handlu miało założenie przez kardynała Richelieu w 1627 r. kompanii handlowej o nazwie Nowa Francja (La Compagnie des Cent-Associés). Francuzi, odwrotnie niż Brytyjczycy, koncentrowali się na handlu, nie mieli zamiaru się tam osiedlać na stałe. Drugim obszarem ich działalności było ewangelizacja Indian i rozprzestrzenianie katolicyzmu poprzez liczne misje jezuickie.

## Luizjana
Kolonia Luizjana (nazwana tak od imienia Ludwika XIV) została założona w 1682 r., kiedy to La Salle dotarł do ujścia Missisipi. W 1714 r. Louis Juchereau de St. Denis zakłada Fort St. Jean Baptiste (obecnie Natchitoches), pierwsze stałe osiedle w Luizjanie. W 1718 r. de Bienville rozpoczyna budowę Nowego Orleanu.

## Upadek Nowej Francji

Na niebiesko francuskie posiadłości w Ameryce Północnej, w 1750 r.

W wyniku wojny z Wielką Brytanią (1759–1763) (zobacz Brytyjska wojna z Indianami i Francuzami) całe francuskie terytorium w Ameryce Północnej zostało podzielone pomiędzy Wielką Brytanię i Hiszpanię. Jedynym wyjątkiem pozostały wyspy Saint-Pierre i Miquelon na kanadyjskim wybrzeżu, zatrzymane jako baza rybacka. Francja na krótko objęła w posiadanie część posiadłości hiszpańskich w czasie rządów Napoleona. Nie była jednak w stanie ich utrzymać i odpowiednio zaopatrzyć, ponieważ nie posiadała rozbudowanej marynarki. Dlatego też, aby jej kolonie nie wpadły w ręce Brytyjczyków, Napoleon sprzedał Luizjanę Stanom Zjednoczonym.

## Karaiby
Obecność Francuzów w Ameryce Północnej zaznaczyła się także na wyspach karaibskich:
Haiti – nazywane przez Francuzów wyspą św. Dominika zostało zasiedlone po raz pierwszy w 1625 r., a prawa Francji do tej wyspy potwierdzone zostały przez traktat z Ryswick w 1697 r. Haiti uzyskało niepodległość w 1804 r.
Martynika – pierwsi osadnicy francuscy pojawili się tam w lipcu 1635 r. pod przywództwem normandzkiego szlachcica Pierre’a Belain d’Esnambuc. Dziś wyspa pozostaje nadal francuskim departamentem zamorskim.
Gwadelupa – w skład której wchodzą wyspy: św. Bartłomieja (St. Barthélemy), św. Marcina (St. Martin), Les Saintes, La Désirade, Marie-Galante i Gwadelupa została zasiedlona przez Francuzów około 1635 r. po nieudanej hiszpańskiej próbie kolonizacji tych wysp. Pozostaje ona nadal departamentem zamorskim Francji.
Gwadelupa i Martynika zostały przejęte przez Wielką Brytanię w czasie wojny z 1759 r. i ponownie zwrócone Francji wraz z jej końcem w 1763 r. w czasie wymiany, w wyniku której Francuzom zwrócono właśnie te wyspy, a Wielka Brytania zatrzymała byłe francuskie posiadłości w Kanadzie.
Saint Lucia – przejęta przez Francję w 1650 r. Do 1814 r. zmieniała 14-krotnie właścicieli zanim ostatecznie przeszła w posiadanie Anglików.
Grenada – stała się francuską kolonią w 1650 r. i pozostawała nią do 1762 r., kiedy zdobyli ją Anglicy w czasie wojny siedmioletniej. Przejęta ponownie przez Francuzów w czasie wojny kolonii amerykańskich z Wielką Brytanią w 1779 r., została zwrócona Wielkiej Brytanii przez traktat paryski w 1783 r.
Tobago – było francuską kolonią do 1762 r., kiedy to zdobyli je Anglicy.